# Franz Josef Hadatsch
Franz Josef Hadatsch (* 25. März 1798; † 1. Juni 1849 in Landstraße, heute Wien – Pseudonym: Karl Blumauer) war ein österreichischer Beamter und Schriftsteller.

## Leben
Franz Josef Hadatsch arbeitete hauptberuflich als Beamter in der k.k. niederösterreichischen Landesregierung in Wien, bei der er als Kanzleischreiber tätig war. Als Schriftsteller verfasste er Erzählungen, Gedichte und den Roman Die Heirath durch die Brochüre. Außerdem schrieb er unter dem Titel Launen des Schicksals die Erinnerungen des Komikers Anton Hasenhut nach dessen Angaben.
Hadatsch hatte ein besonderes Naheverhältnis zum Theater und ähnlichen Belustigungen. In jungen Jahren assistierte er dem Theaterdichter Ferdinand Rosenau bei dessen Vorarbeiten zum Stück Staberl in Marokko für das Leopoldstädter Theater als Schreiber. Er trat als Sekretär bekannter Kunstreiter-Ensembles in Erscheinung, so 1825 für die Truppe von Christoph de Bach und zwanzig Jahre später für dessen Schwiegersohn Alexander Guerra.
Franz Josef Hadatsch war Besitzer des Hauses Rochusgasse 9 im späteren 3. Wiener Gemeindebezirk Landstraße, damals mit der Adresse Landstraße 297. Dort starb er im Alter von 51 Jahren an einem organischen Herzleiden. Er wurde auf dem Sankt Marxer Friedhof bestattet. Das Amt für Kultur und Volksbildung der Stadt Wien ließ 1947 eine Erinnerungstafel an seinem stark in Mitleidenschaft gezogenen Grabmal anbringen. Im Jahr 1954 wurde nach ihm die Hadatschgasse im 11. Wiener Gemeindebezirk Simmering benannt.

## Werke
- Die Gestalt auf dem Grabe. In: Wiener allgemeine Theaterzeitung und Unterhaltungsblatt für Freunde der Kunst, Literatur und des geselliges Lebens. 18. November 1820, S. 1–2 (Digitalisat); 21. November 1820, S. 1–3 (Digitalisat); 23. November 1820, S. 1–2 (Digitalisat); 25. November 1820, S. 1–2 (Digitalisat).
- Der Teufelsspuck. Komische Erzählung. In: Österreichisches Bürgerblatt für Verstand, Herz und gute Laune. 8. Dezember 1820, S. 2–3 (Digitalisat); 22. Dezember 1820, S. 2–4 (Digitalisat).
- Die hässliche Frau. In: Österreichisches Bürgerblatt für Verstand, Herz und gute Laune. 8. Dezember 1820, S. 4 (Digitalisat).
- Die heutige Welt. In: Österreichisches Bürgerblatt für Verstand, Herz und gute Laune. 8. Dezember 1820, S. 4 (Digitalisat).
- Ehestandswehen. In: Österreichisches Bürgerblatt für Verstand, Herz und gute Laune. 19. Januar 1821, S. 4 (Digitalisat).
- Der Schutzgeist. (Zu Nina’s Geburtstagsfeier). In: Allgemeine Theaterzeitung und Unterhaltungsblatt für Freunde der Kunst, Literatur und des geselliges Lebens. 2. April 1822, S. 2 (Digitalisat).
- Der Landjunker auf Freyersfüßen. In: Österreichisches Bürgerblatt für Verstand, Herz und gute Laune. 15. April 1822, S. 2–3 (Digitalisat).
- Liebe und Wein. In: Österreichisches Bürgerblatt für Verstand, Herz und gute Laune. 17. April 1822, S. 2–3 (Digitalisat).
- Wohlerwogen. In: Allgemeine Theaterzeitung und Unterhaltungsblatt für Freunde der Kunst, Literatur und des geselliges Lebens. 20. April 1822, S. 3 (Digitalisat).
- In Louisens Stammbuch. In: Österreichisches Bürgerblatt für Verstand, Herz und gute Laune. 24. Mai 1822, S. 2 (Digitalisat).
- Der Fuhrmannsstein. Eine Volkssage. In: J. Carl Unger, J. Peter Gr. v. Sermage (Hrsg.): Klio. Ein Taschenbuch historischer Aufsätze und heiterer Dichtungen. Josef Riedl, Wien 1822, S. 17–22.
- Gedanken. In: J. Carl Unger, J. Peter Gr. v. Sermage (Hrsg.): Klio. Ein Taschenbuch historischer Aufsätze und heiterer Dichtungen. Josef Riedl, Wien 1822, S. 23–25.
- Morelly, oder die Folgen der Eifersucht. Erzählung. In: J. Carl Unger, J. Peter Gr. v. Sermage (Hrsg.): Klio. Ein Taschenbuch historischer Aufsätze und heiterer Dichtungen. Josef Riedl, Wien 1822, S. 122–158.
- Die Erscheinung des Teufels. In: Graf Carl Albert Festetics (Hrsg.): Pannonia. Ein Vaterländisches Original-Blatt. Zweiter Band, Nr. 54. Lehnhardt, Pest 1822.
- Stolz und Eitelkeit. In: Graf Carl Albert Festetics (Hrsg.): Pannonia. Ein Vaterländisches Original-Blatt. Zweiter Band, Nr. 63. Lehnhardt, Pest 1822.
- Abentheuer einer jungen Philosophen. Erzählung. In: Graf Carl Albert Festetics (Hrsg.): Pannonia. Ein Vaterländisches Original-Blatt. Zweiter Band, Nr. 79. Lehnhardt, Pest 1822.
- Der Hagestolz. In: Graf Carl Albert Festetics (Hrsg.): Pannonia. Ein Vaterländisches Original-Blatt. Zweiter Band, Nr. 89. Lehnhardt, Pest 1822.
- Gnome. In: Graf Carl Albert Festetics (Hrsg.): Pannonia. Ein Vaterländisches Original-Blatt. Zweiter Band, Nr. 90. Lehnhardt, Pest 1822.
- Zur trüben Stunde. In: Graf Carl Albert Festetics (Hrsg.): Pannonia. Ein Vaterländisches Original-Blatt. Zweiter Band, Nr. 91. Lehnhardt, Pest 1822.
- Meister Tod. Mährchen frey nach mündlicher Ueberlieferung einer persischen Anekdote. In: Allgemeine Theaterzeitung und Unterhaltungsblatt für Freunde der Kunst, Literatur und des geselliges Lebens. 1. Februar 1823, S. 1–2 (Digitalisat); 4. Februar 1823, S. 1–2 (Digitalisat); 6. Februar 1823, S. 1–2 (Digitalisat); 8. Februar 1823, S. 1–2 (Digitalisat); 11. Februar 1823, S. 1–2 (Digitalisat); 13. Februar 1823, S. 1–2 (Digitalisat); 15. Februar 1823, S. 1–2 (Digitalisat); 18. Februar 1823, S. 1–2 (Digitalisat); 20. Februar 1823, S. 1–2 (Digitalisat).
- Die Heirath durch die Brochüre oder die Erzählungen in der Erzählung. Roman. k.k. privil. akademische Kunst-, Musik- und Buchhandlung, Linz 1823.
- Launen des Schicksals oder Scenen aus dem Leben und der theatralischen Laufbahn des Schauspielers Anton Hasenhut. Ludwig, Wien 1834 (Digitalisat).
- An Herrn Alexander Guerra und dessen Gesellschaft (vor ihrer Abreise aus Wien im Jahre 1835). Ulrich Klopf, Wien 1835 (Digitalisat).

Als Karl Blumauer:
- Kleines Lehrbuch der Sinnbildnerei für Künstler, Kunstjünger, Kunstfreunde, besonders für neuere Real-, Polytechnische und Gewerbe-Schulen. Ignaz Klang, Wien 1840.
- Neueste Blätter des Befreundens und der Erinnerung. Lieben Bleibenden und Scheidenden gewidmet. Ignaz Klang, Wien 1840 (Digitalisat).
- Der Blume Wort oder die Sprache des Gefühls. Zur symbolisch-schönen Darstellung künstlerischer Ideen für Dichter, Maler, Bildhauer, Architekten, Festschmücker, Sträuße-, Kränze- und Guirlanden-Binderinnen, Garnituristinnen, insbesondere zur stillen Verständigung liebender Herzen. Ignaz Klang, Wien 1841 (Digitalisat).